# Apotomis infida
Apotomis infida là một loài bướm đêm thuộc họ Tortricidae. Nó được tìm thấy ở Vương quốc Anh phía đông đến Nga và từ Fennoscandia phía nam đến Pháp, Ý và Slovakia. Nó cũng được tìm thấy ở Bắc Mỹ, cụ thể được ghi nhận ở Michigan, Ontario, Quebec, Alberta, British Columbia, California và Colorado.
Sải cánh dài 17–19 mm. Con trưởng thành bay từ tháng 6 đến tháng 8 ở Bắc Mỹ.
Ấu trùng ăn các loài Salix khác nhau, bao gồm Salix purpurea, Salix alba, Salix triandra.